# Attentats de Damas du 23 décembre 2011
Pour les articles homonymes, voir attentat de Damas.
Les attentats de Damas du 23 décembre 2011 ont lieu lors de la guerre civile syrienne.

## Déroulement
Les attentats ont lieu le 23 décembre 2011, le lendemain de l'arrivée à Damas, de la mission chargée de préparer la venue des observateurs de la Ligue arabe. Damas est frappée par deux explosions, à quelques minutes d'intervalle. La première vise la Direction de la sûreté générale, le plus important service de renseignement civil, et la seconde un bâtiment de la sécurité militaire dans le quartier de Kafar Soussé, à l'ouest de la ville. Il s'agit des premiers attentats commis en Syrie depuis le début de la révolte, le 15 mars 2011,

## Revendication
L'attentat n'est pas immédiatement revendiqué, le régime syrien accuse aussitôt al-Qaïda. Fayçal Meqdad, vice-ministre des affaires étrangères, déclare sur les lieux des attaques : « Le terrorisme a voulu que le premier jour des observateurs à Damas soit une journée tragique mais le peuple syrien  fera  face à la machine à tuer soutenue par les Européens, les Américains et certaines parties arabes ». Le Conseil national syrien accuse quant à lui le régime d'avoir lui-même organisé les attaques, pour dit-il, donner l'impression « au monde qu'il fait face à un danger venu de l'étranger et non pas à une révolution populaire qui demande la liberté et la dignité ». Le Hezbollah accuse de son côté les États-Unis,. 
Cependant le 23 janvier 2012, un groupe alors inconnu, le Front al-Nosra, annonce officiellement sa formation et revendique les attentats de Damas,.

## Bilan humain
Selon un communiqué du ministère de l'intérieur publié le jour même de l'attaque, le bilan est de 44 morts et 166 blessés. Les obsèques ont lieu le lendemain, dans la Grande Mosquée des Omeyyades, et se transforment en rassemblement en faveur de Bachar el-Assad.  